# Lincoln MKC
Le Lincoln MKC est le premier crossover compact de la marque Lincoln (appartenant à Ford). Lincoln  a dévoilé la version de série du MKC au LA Auto Show en 2013 et le modèle de production est officiellement en vente en juin 2014. Le MKC est construit sur la plate-forme Ford C mondial.

## Histoire
Lincoln a dévoilé le concept MKC au salon international de l'auto de Detroit en janvier 2013. Le MKC est commercialisé à l'été 2014 comme un modèle 2015. Il est assemblé à l'usine de montage de Louisville. 
Selon le fabricant, le MKC affine la conception du Lincoln ADN, à l'origine incarné sur la deuxième génération de MKZ
En août 2014, Lincoln a signé un contrat de promotion pluriannuel avec l'acteur oscarisé Matthew McConaughey pour jouer dans une série de spots de promotion pour le MKC 2015. La marque est également présente en Chine depuis octobre 2014 et y commercialise le MKC et la berline MKZ.

## Moteur
Le moteur standard est un moteur EcoBoost essence quatre cylindres de 2,0 litres développant 240 chevaux et 270 lb-pi de couple. Un 2,3 litres EcoBoost à essence quatre cylindres générant 285 chevaux et 305 lb-pi est également proposé.